# Clã Tachibana
Clã Tachibana (立花氏) foi um clã japonês de daimyo (senhores feudais) duarante os períodos Sengoku e Edo. Surgiu no século XVI, e foi liderado por Tachibana Dōsetsu. O clã foi  subserviente ao clã Otomo num conflito armado contra o clã Shimazu. Originalmente com base em Kyūshū no castelo Tachibana, as participações da família foram transferidas para o domínio Yanagawa no extremo nordeste de Honshū, período Edo.

Emblema (mon) do clã Tachibana.

Sem descendentes masculinos, Dōsetsu nomeou a sua filha, Tachibana Ginchiyo, para sucedê-lo. Pouco tempo depois, Ginchiyo casou-se com Takahashi Munetora, um vassalo de Toyotomi Hideyoshi, que ajudou a derrotar o clã Shimazu na Campanha de Kyūshū de Hideyoshi. Ao herdar a liderança do clã, Takahashi tomou um novo nome, e ficou conhecido como Tachibana Muneshige.

## Importantes membros do clã Tachibana
- Ōtomo Sadatoshi
- Tachibana Shinsei
- Luiz Tachibana
- Tachibana Munekatsu
- Tachibana Shinzen
- Tachibana Dōsetsu (1513-1585)
- Tachibana Ginchiyo (1569-1602)
- Tachibana Muneshige (1567-1642)
- Tachibana Naotsugu (1573-1617)
- Tachibana Takachika